# Carmine Appice
Carmine Appice (*15. prosince 1946 Brooklyn, New York, USA) je americký rockový hudebník a zpěvák italského původu a o dvanáct let starší bratr bubeníka Vinny Appice. Má klasické hudební vzdělání a v začátcích byl ovlivněn jazzovým stylem hraní hudebníků, jako bylo Buddy Rich a Gene Krupa. Appice je nejvíce znám pro spojení se skupinami Vanilla Fudge, Cactus a Beck, Bogert & Appice.
V říjnu 2012 vystoupil spolu se svým bratrem v rámci projektu Drum Wars v Brně.

## Diskografie

### Alba
Carmine Appice
- Carmine Appice (1981)
- Carmine Appice's Guitar Zeus (1995)
- Carmine Appice's Guitar Zeus II (2001)
- Carmine Appice's Guitar Zeus: Conquering Heroes (double CD) (2009)

Vanilla Fudge
- Vanilla Fudge (1967)
- The Beat Goes On (1968)
- Renaissance (1968)
- Near the Beginning (1969)
- Rock & Roll (1970)
- Mystery (1984)

Cactus
- Cactus (1970)
- One Way...Or Another (1971)
- Restrictions (1971)
- 'Ot 'N' Sweaty (1972)
- Cactus V (2006)

Beck, Bogert & Appice
- Beck, Bogert & Appice (1973)
- Live in Japan (1974)

Jan Akkerman
- Tabernakel (1974)[2]

KGB
- KGB (1976)
- Motion (1976)

Paul Stanley
- Paul Stanley (1978)

Ted Nugent
- Nugent (1982)

DNA
- Party Tested (1983)[3]

King Kobra
- Ready to Strike (1985)
- Thrill of a Lifetime (1986)
- King Kobra III (1988)
- Hollywood Trash (2001)

Blue Murder
- Blue Murder (1989)
- Nothin' But Trouble (1993)

Mothers Army
- Mothers Army (1993)

Pappo's Blues
- Caso Cerrado (1995)

Marty Friedman
- True Obsessions (1996)

Travers & Appice (duet s Pat Traversem)
- It Takes A Lot Of Balls (2004)
- Live At The House Of Blues (2005)
- Bazooka (2006)

Pink Floyd
- "Dogs Of War" z alba A Momentary Lapse of Reason (1987)[6]